# Lucy Letbyová
Lucy Letbyová (* 4. ledna 1990, Hereford, Anglie) je britská sériová vražedkyně, zdravotní sestra, která mezi červnem 2015 a červnem 2016 na oddělení intenzivní péče pro nedonošené v Chesteru zavraždila 7 novorozenců a o vraždu dalších 7 se pokusila.

## Život
Letbyová byla obyčejná dívka ze středostavovské rodiny. Narodila se své matce Susan a otci Johnovi 4. ledna 1990 v Herefordu, kde také vyrůstala. Osobní život měla Letbyová podle vlastního vyjádření poměrně aktivní, pravidelně navštěvovala hodiny salsy, posilovala, chodila ven s přáteli nebo s nimi jezdila na dovolenou.
Jelikož vždy toužila pracovat s dětmi, směřovala tímto směrem i svoje vzdělávání. Jako první v rodině šla na univerzitu. Na University of Chester studovala tři roky ošetřovatelství. Během studia absolvovala pracovní stáže většinou v nemocnici hraběnky z Chesteru na dětském nebo novorozeneckém oddělení. V září 2011 dosáhla kvalifikace sestry 5. skupiny a od ledna následujícího roku začala ve stejné nemocnici pracovat na plný úvazek. Na jaře 2015 získala kvalifikaci pro práci s dětmi na jednotce intenzívní péče.

## Vraždy
V červnu 2015 začala Letbyová na svém pracovišti, na oddělení intenzívní péče pro nedonošence, vraždit dětské pacienty různými způsoby, nejčastěji při nočních směnách. Vstřikovala jim do žil vzduch, do žaludků příliš velké dávky mléka nebo je trávila vysokými dávkami inzulínu, některým vytahovala dýchací sondy. Někdy přicházela smrt až po několika pokusech. V jednom případě usmrtila trojčata, v dalším dvojčata dva dny po sobě. Vraždy měla promyšlené a využívala například nepřítomnosti kolegů nebo falšovala dokumenty tak, aby vše působilo, že mrtvá miminka měla zdravotní komplikace, které k úmrtí vedly. V několika případech asistovala při resuscitacích kojenců, které sama napadla.
Podezření policie přišlo na základě prudkého nárůstu počtu úmrtí stabilizovaných miminek a jejich nevysvětlitelných kolapsů. U všech byla jako jediná přítomna právě Letbyová. V září 2016 dostala Letbyová poprvé dopis z Royal College of Nursing, že je vyšetřována kvůli úmrtí dětí. Už předtím byla vedením nemocnice přeřazena na administrativní práci v oddělení rizik a bezpečnosti pacientů. Až do vyšetřování přitom neměla Letbyová žádné vytýkací dopisy, důtky nebo jakékoliv jiné problémy s vedením nemocnice ohledně kvality svojí práce.
Policie ji poprvé zatkla v roce 2018. Při domovní prohlídce u ní našla policie zcizené zdravotní dokumentace napadených dětí nebo fotky kondolencí pro jejich rodiče. V osobním deníku měla texty naznačující doznání k vraždám.
| „                                                                             | „Nezasloužím si žít“. „Zabila jsem je schválně, protože nejsem dost dobrá, abych o ně pečovala.“ „Jsem zlo, udělala jsem to.“ | “ |
| — Některé citace z osobního deníku Letbyové zejištěného při domovní prohlídce | |   |

Ve vazbě byla Letbyová od listopadu 2020 a od té doby prošla čtyřmi různými věznicemi. Proces začal v říjnu 2022 a trval 10 měsíců až do srpna 2023. Vinil ji ze sedmi vražd a sedmi pokusů, které se podařilo vyšetřovatelům zdokumentovat. Porota rozsudek rozvažovala 22 dnů a po nich uznala v tu dobu 33letou Letbyovou vinnou ve většině bodů obžaloby. Soud ji odsoudil na doživotí bez možnosti předčasného propuštění, což je v britském právu nejzávažnější postih.
| „                                         | Lucy Letbyová, pro každý ze sedmi trestných činů vraždy a sedmi trestných činů pokusu o vraždu vás odsuzuji k doživotnímu vězení. Nařídil jsem, že ustanovení o předčasném propuštění se na vás nevztahuje. Strávíte zbytek života ve vězení. | “ |
| — Soudce James Goss při vynášení rozsudku | |   |

Soudce prohlásil, že její počínání bylo „promyšlené, vypočítavé a lstivé“ a že nenašel žádné polehčující okolnosti – Letbyová neprojevila ani zármutek, ani lítost nad svými činy. Žádné z obvinění nikdy nepřiznala a hájila se tím, že za úmrtí může málo personálu v nemocnici a špatné hygienické podmínky. Neznámý tak zůstal i její motiv. Soudce její činy během líčení kvalifikoval jako „kruté až sadistické.“
| „                   | „Není pochyb o tom, že jste inteligentní, pečlivá a pracovitá zdravotní sestra. Tyto vlastnosti vám umožnily opakovaně ubližovat nevinným miminkům, aniž byste vzbudila podezření ostatního personálu, alespoň na nějaký čas.“ | “ |
| — Soudce James Goss | |   |

Vynášení rozsudku proběhlo bez její přítomnosti, jelikož odmítla přijít do soudní síně. Neslyšela tak ani výpovědi rodičů a příbuzných zavražděných obětí. Soudce proto nařídil předání jejich přepisů Lethbyové do vězení. Zpravodajské agentury o ženě referovaly jako o nejhorší vražedkyni dětí v novodobé historii Británie.
| „                                                            | Je zbabělost, že lidé, kteří spáchají tak hrozné zločiny, nestanou tváří v tvář svým obětem. | “ |
| — Britský premiér Rishi Sunak v reakci na vyhlášení rozsudku |                                                                                              |   |

### Možné motivy
Obžaloba upozornila na možné motivy vražd, jako je nuda, vzrušení a vynucování pozornosti (zaměřené na ženatého lékaře). U soudu o Letbyové také tvrdila, že si ráda „hrála na boha“ a porotcům sdělila, že „mívá věci pod kontrolou. Užívala si to, co se děje. Předpovídala věci, o kterých věděla, že se stanou.“ Důkaz o přiznání Letbyové napsaný na listu z poznámkového bločku Post-it také naznačoval frustraci z toho, že „není dost dobrá“ na to, aby se starala o děti.

## Možné systémové selhání
Souvislosti častých úmrtí s osobou Letbyové si všímali lékaři nemocnice a opakovaně upozorňovali vedení nemocnice. Ta však povolala policii až po více než roce. To zapříčinilo, že Letbyová měla pro své jednání delší čas a podle lékařů tak přišlo o život kvůli pozdní reakci dalších několik dětí. Rozběhlo se tak nezávislé vyšetřování možného systémového selhání.